# Digimon Adventure: Bokura no Uō Gēmu!
Série Digimon, le film
Adventure (court) Digimon Hurricane
Pour plus de détails, voir Fiche technique et Distribution.
Digimon Adventure: Bokura no Uō Gēmu! (ぼくらのウォーゲーム!) est un court métrage d'animation réalisé par Mamoru Hosoda pour l'évènement Toei Animation Spring 2000, sorti au Japon le 4 mars 2000. Cette production de Toei Animation d'une durée de quarante minutes est dérivée de la franchise et de la série télévisée d'animation Digimon.
Ce 2d métrage promotionnel de la franchise est réuni en un récit homogène dans le long métrage Digimon, le film de 2000, avec le prologue et Digimon 02, distribué par UFD en France,. Un succès au box-office, en rapportant plus de 16 millions de dollars dans le monde pour un budget de production de 5 millions de dollars. Ce succès à l'international lance ensuite la carrière du réalisateur,,.

## Synopsis
Au printemps qui suit le retour des digisauveurs du digimonde, un Digimon corrompu éclot et se développe en dévorant les données de l'Internet, ce qui ne manque pas d'inquiéter Izzy qui file alors prévenir Tai, pour lui faire part de sa découverte. Les deux observent ensemble les perturbations que la consommation de données de cette créature causent sur les différents systèmes informatiques de tout le Japon. Tai et Izzy sont contactés par leurs partenaires Digimon, Agumon et Tentomon chez Gennaï. Usant de l'ordinateur du père de Tai et avec l'aide de Gennaï, les deux enfants envoient leur partenaires Digimon respectifs pour attaquer le nouvel ennemi. Mais ils sont rapidement mis K.O.
Tai tente d'appeler des renforts, tout en découvrant que le réseau téléphonique national est hors-service. Grâce au système de messagerie vocale d'urgence, ils arrivent à communiquer avec Matt Ishida et T.K., qui rendent visite à leur grand-mère dans la campagne de Shimane. Gabumon et Patamon, les partenaires de Matt et T.K., se joignent à la bataille, mais sont physiquement ralentis par les milliers d'emails envoyés à Tai et Izzy par des personnes qui observent le combat sur leur ordinateur dans le monde entier.
Résolument maladroit, Tai déclenche un écran bleu sur l'ordinateur, laissant son partenaire à la merci du monstre qui s'enfuit une fois le conflit réglé. « L'ennemi » Digimon, devenu Diaboromon, crée des milliers de copies de lui-même et pirate le Pentagone pour lancer un missile balistique sur Tokyo. Démunis, Tai et Matt traversent comme par miracle leurs écrans d'ordinateurs, et rallient leur Digimon pour digivolver ensemble en une seule entité: Omnimon pour anéantir les clones de la créature. Izzy fait un transfert des milliers d'emails au Diaboromon original, le ralentissant suffisamment pour qu'il soit vaincu. Une fois le Diaboromon vaincu, le missile désarmé s'écrase inoffensivement dans la baie de Tokyo alors que le compte à rebours touchait à sa fin.

## Fiche technique
- Réalisation : Mamoru Hosoda
- Scénario : Reiko Yoshida
- Production :
  - Makoto Shibazaki (Bandai)
  - Tan Takaiwa (Toei)
  - Teruo Tamamura (Shueisha)
  - Tsutomu Tomari (Toei Animation)
  - Yasushi Mitsui (Fuij Television)
- Studio d'animation : Toei Animation
- Société de distribution : Bandai Visual
- Musique : Takanori Arisawa
- Planning : Hiromi Seki
- Character designer : Takaaki Yamashita, Hisashi Nakayama
- Directeurs de l’animation : Takaaki Yamashita, Hisashi Nakayama
- Direction artistique : Seiki Tamura, Mitsuo Yoshino
- Directeurs de l'animation : Takaaki Yamashita, Hisashi Nakayama
- Directeur de la photographie: Motoi Takahashi
- Montage : Shinichi Fukumitsu, Yoshihiro Aso
- Durée : 40 minutes
- Date de sortie :
  -  4 mars 2000 (Japon, Toei Animation Spring 2000)[2]

## Production

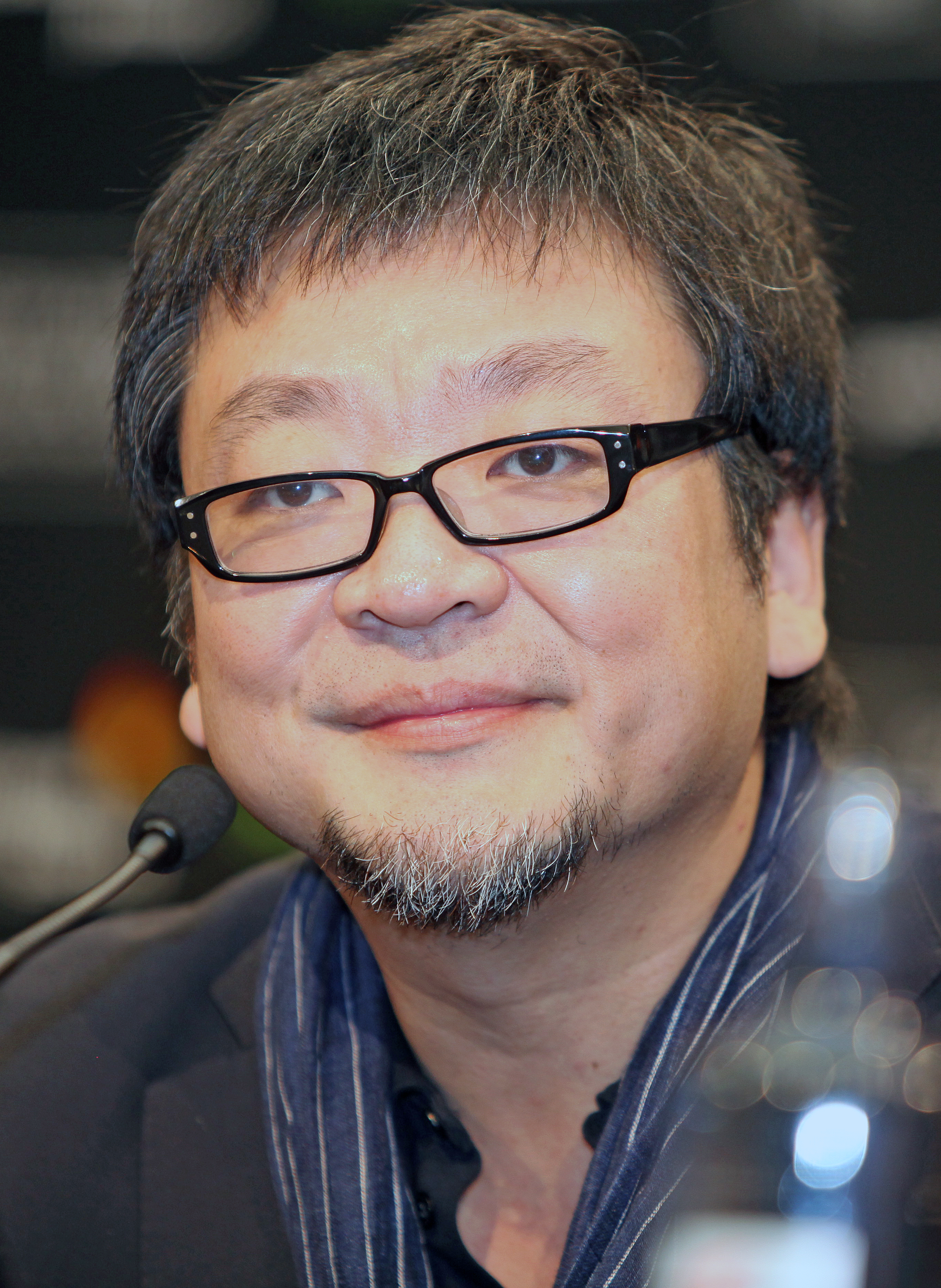
Mamoru Hosoda, le réalisateur de Digimon Adventure : Bokura no Uō Gēmu!

Bokura no Uō Gēmu! est réalisé par Mamoru Hosoda, écrit par Reiko Yoshida et produit par Toei Animation. C'est le deuxième court métrage Digimon à être réalisé par Hosoda, avec le court-métrage Digimon de 1999. Il est engagé sur ces deux projets après avoir exprimé le désir de faire du cinéma. Hosoda propose alors deux intrigues pour le film : un road movie inspiré de Midnight Run dans lequel Tai et un personnage original voyagent à Okinawa, et un film inspiré de WarGames dans lequel le protagoniste sauve le monde sans quitter sa maison. Toei penche pour cette seconde proposition. Dans les premières ébauches du scénario, Bokura no Uō Gēmu! se concentre sur une intrigue où le bug de l'an 2000 était causé par un Digimon. Hosoda déclare qu'il souhaitait utiliser le film pour rendre le phénomène plus compréhensible aux enfants, mais il a ensuite abandonné le concept, pensant que la production deviendrait daté après le passage à l'an 2000; des références au bug de l'an 2000 apparaissent néanmoins dans certains documents promotionnels du film.
Contraint par une durée imposée de quarante minutes et cherchant à faire un film moins sérieux que le métrage de 1999, Hosoda conçoit Bokura no Uō Gēmu! comme une « histoire simple, accessible aux enfants, où il suffit de se laisser porter par le grand frisson ». Constatant qu'il « ne pouvait pas faire une grande histoire chargée en développements émotionnelles » en quarante minutes, il réduit le champ d'action du film de l'ensemble des huit personnages de la série animée et de leurs partenaires Digimon ; à quatre personnages principaux seulement - Tai, Matt, Izzy et T.K.. Inspiré par le film Speed de 1994, il structure le film autour d'un compte à rebours pour ajouter du suspense, les événements du film se déroulant approximativement en temps réel.
La bande sonore du film est composée par Takanori Arisawa, le composeur de la bande originale de la série Digimon Adventure. Elle intègre également le Boléro de Maurice Ravel et When Johnny Comes Marching Home, en référence à la scène de l'attentat dans Docteur Folamour (1964). Le chant Requiem est interprété par les Little Singers of Tokyo, et est une reprise de Pie Jesu, un hymne catholique traditionnel. Butter-Fly de Kōji Wada est utilisé comme chanson d'ouverture du film, tandis que Sakuhin No. 2 "Haru" I Chōchō ~ Bokura no War Game ! de AiM est utilisé comme thème de clôture. La bande sonore du film figure sur l'album Digimon Adventure 02: Uta to Ongaku Shū Ver.1.

## Sorties
Bokura no Uō Gēmu! sort au Japon le 4 mars 2000. Le film sort le même jour que One Piece, le film dans le cadre du Toei Animation Spring 2000 ; des cartes Digimon Carddass en édition limitée ont été incluses en prévente des billets pour le film.

## Différences avecDigimon, le film
La version internationale de 85 minutes produite par Saban Entertainment est un composite des courts métrages promotionnels Digimon Adventure, le film (1999), Bokura no Uō Gēmu! et du métrage Digimon 02 de 2000 et procède à plusieurs changements dans le ton, les dialogues et l'intrigue afin de former un tout cohérent en raison d'obligations contractuelles avec Toei Animation et Bandai. La production commence après que la 20th Century Fox ait souhaité proposer un long métrage de la franchise Digimon, ce qui n'existait pas au Japon. Davantage de dialogues sont intégrés, l'écriture est dans le style plus nerveux de la série d'animation en Amérique du Nord et en France.
La partition de Digimon, le film est une bande orchestrale originale élaborée pour le long métrage par les compositeurs Udi Harpaz et Amotz Plessner, exécutée par l'orchestre symphonique de Tel Aviv ; la bande-son est influencée par notamment le pop rock et le ska punk et elle retrouve également les morceaux de la série télévisée.
Dans le métrage original, le Digimon virus ne prononce aucune parole et ne communique que par mail ou par des synthèses vocales digitalisées. Le protagoniste du troisième métrage indépendant, Willis, ne fait aucune apparition et le virus ne cherche pas à le localiser, il n'a aucune intention précise.

## Distribution

### Voix japonaises
- Toshiko Fujita : Taichi Yagami, Toshiko Takenouchi (Maman de Sora)
- Umi Tenjin : Koshiro Izumi
- Kae Araki : Hikari Yagami
- Yuto Kazama : Yamato Ishida
- Hiroko Konishi : Takeru Takaishi
- Yūko Mizutani : Sora Takenouchi, Yuko Yagami (Maman de Tai)
- Masami Kikuchi : Joe Kido, Kinu (Mamie de Matt et T.K.)
- Ai Maeda : Mimi Tachikawa
- Jōji Yanami : Gennaï
- Chika Sakamoto : Agumon
- Mayumi Yamaguchi : Gabumon
- Takahiro Sakurai : Tentomon
- Miwa Matsumoto : Patamon
- Junko Takeuchi : Gomamon
- Atori Shigematsu : Piyomon
- Kinoko Yamada : Palmon, Yasuko (Dame du barbier)
- Yuka Tokumitsu : Tailmon

### Voix françaises
- Annabelle Roux : Sora, Biyomon, Palmon
- Antoine Nouel : L'oncle de Matt, le militaire, voix intertitres (version VHS uniquement)
- Donald Reignoux : Tai
- Érik Colin : Keramon/Infermon/Diaboromon, MetalGreymon, MetalGarurumon, Omnimon
- Franck Tordjman : Joe
- Gérard Surugue : WarGreymon
- Hervé Rey : Agumon, Greymon
- Marie-Eugénie Maréchal : T.K (petit), Kari
- Michèle Lituac : Mimi, Mère de Tai, Gatomon, opératrice téléphone, personne âgée du salon de coiffure
- Michel Prud'homme : Gennai, le livreur de pizza, journaliste TV, le vieux client du barbier, le professeur de Joe
- Natacha Gerritsen : Izzy, Patamon
- Paolo Domingo : Willis
- Thierry Bourdon : Tentomon, Kabuterimon, le Barbier,
- Valérie de Vulpian : Mère de Sora, la caissière

Adaptation : Laurence Salva-Vignes

## Accueil
L'évènement Toei Animation Spring 2000 avec One Piece, le film remporte un total de 2,166 milliards de yens,,. L'évènement Toei Animation Spring 2000 remporte un prix Golden Gloss d'argent en 2000.
Pour Jehros de Crunchyroll, Bokura no Uō Gēmu! est « un film réellement fun, s'offrant le luxe d'une cohérence thématique avec le précédent court-métrage [...] aussi intelligent que désarmant de simplicité ». Dans Anime Impact : The Movies and Shows that Changed the World of Japanese Animation, le critique Geoffrey G. Thew évalue favorablement Bokura no Uō Gēmu!. Il affirme que le film « joue fortement sur la nostalgie du public », notant que « sans notre investissement émotionnel [...] le film ne serait guère plus qu'un plaisir pour les yeux ».
Bokura no Uō Gēmu! est considéré comme une inspiration pour le film Summer Wars (2009) du réalisateur, les critiques notant des similitudes entre les films au niveau de l'intrigue, des images et des thèmes,,. Le magazine d'animation Neo écrit que ce métrage de Digimon est « clairement un prototype », Anime Impact soutient que Summer Wars est un remake efficace « sans les contraintes de la franchise Digimon ».
En 2020, le métrage se classe 1e (32 % des votes, pour un choix de dix-huit films) dans le sondage de popularité opéré sur le site Digimon de Bandai concernant les films de la franchise, sur une période de vote allant du 1er mai au 28 mai, Digital Monster X-Evolution (20 %) et Last Evolution Kizuna (16 %) complètent le podium.
Digimon, le film
Aux États-Unis, Digimon, le film rapporte un total de 9 631 153 $ au niveau national. En France, ce film enregistre un nombre total de 89 340 entrées, soit le 8e film d'animation japonais à licence dans le box office français (jusqu'en 2013). Le film rapporte plus de 16 millions de dollars dans le monde pour un budget de production de 5 millions de dollars. Ce succès à l'international lance ensuite la carrière du jeune réalisateur,,.
Digimon, le film reste le plus gros succès au box-office américain du réalisateur Mamoru Hosoda, vingt-deux ans après sa sortie. En France, il est le plus gros succès du réalisateur en France jusqu'en 2012, et est en 2021, le 5e film du réalisateur au box-office français.

## Médias

### Vidéo
Le court-métrage sort le 14 juillet 2000 au Japon en vidéo de location et le 21 novembre 2000 à la vente sur VHS par Toei Video. L'édition DVD sort le 13 octobre 2000 en location et le 21 janvier 2001 à la vente. Un coffret Blu-ray Digimon The Movies Blu-ray 1999-2006 contenant le métrage sort le 9 janvier 2015 chez Happinet.
Il est mis en ligne en événementiel sur YouTube du 22 mars au 18 avril 2018 et sur Bandai Channel du 3 au 9 mai 2020.
Aux États-Unis, l'éditeur américain Discotek Media annonce l'acquisition des droits de Digimon, le film en juillet 2023 pour une première sortie en Blu-ray, qui comprend également un doublage en anglais pour les métrages individuels, réunis en une seule collection avec le casting historique de cette production, notamment Joshua Seth, Michael Reisz et Lara Jill Miller,. 

### Ouvrages
Le Digimon Movie Book sort aux éditions Shueisha V Jump Books en janvier 2001, un livre de commentaires autour des métrages Digimon. Digimon Adventure Storyboard - Mamoru Hosoda sort aux éditions Animestyle Archive en mai 2007, c'est un recueil de storyboards dédiée aux deux films. Digimon Series Memorial Book: Digimon Animation Chronicle sort aux éditions Shinkigensha le 23 février 2010, contenant des linearts pour chaque film de la franchise et des séries respectives et des interviews des producteurs.